# الطيب بوزيد
الطيب بوزيد ، من مواليد 3 فيفري 1955 في تاكسلانت ، هو سياسي جزائري. وهو وزير التعليم العالي والبحث العلمي منذ 1 أبريل 2019 ،  إلى غاية 2 يناير 2020.

## سيرة
ولد بوزيد في تاكسلانت بولاية باتنة . تخرج من جامعة واشنطن ويحمل شهادة الدكتوراه من جامعة باتنة . كان رئيس جامعة باتنة 2 - مصطفى بن بوليد (2015-2019) ونائب رئيس العلاقات الخارجية والتعاون والتواصل (2012-2015). وكان عضوا في اللجنة التربوية الوطنية ونائب رئيس قسم التربية (2000-2006). كان عضوا في اللجنة التربوية الوطنية للهندسة المدنية (CPN) (1992-1994) ، على رأس معهد الهيدرولوجيا (1992-1994) ومدير مساعد المسؤول عن الدراسات INES Génie Civil (1986-1990) 